# Barinas (ciutat)

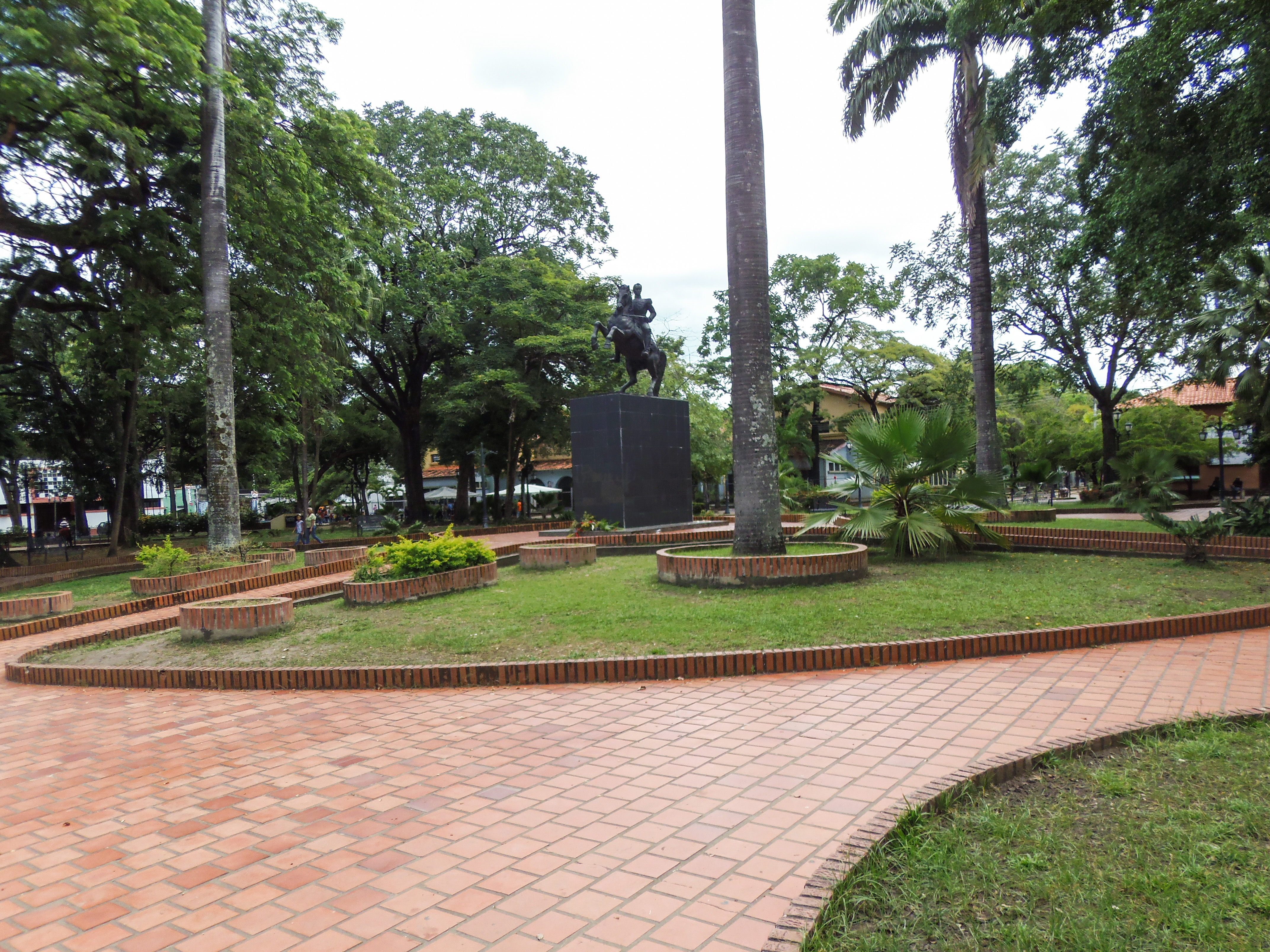
Plaça Bolívar a Barinas.

Barinas és una ciutat de l'estat de Barinas a Veneçuela.
És la capital del municipi de Barinas. També és coneguda per ser la capital dels Llanos, unes extenses praderies o sabanes tropicals que es troben a l'est dels Andes, al nord-oest d'Amèrica del Sud. Segons el cens de 2011 la població de Barinas era de 353.442 habitants. En el cens de 2023, segons l'INE, té una població de 405.182 habitants, i la seva àrea metropolitana, composta pels municipis de Barinas,Bolívar i Obispos, té una població de 421.182 habitants.
Barinas experimenta un clima tropical caracteritzat per temperatures altes amb estacions humides i seques. L'estació humida va d'abril a novembre, amb un pic de pluges al juny, i l'estació seca va de desembre a març.

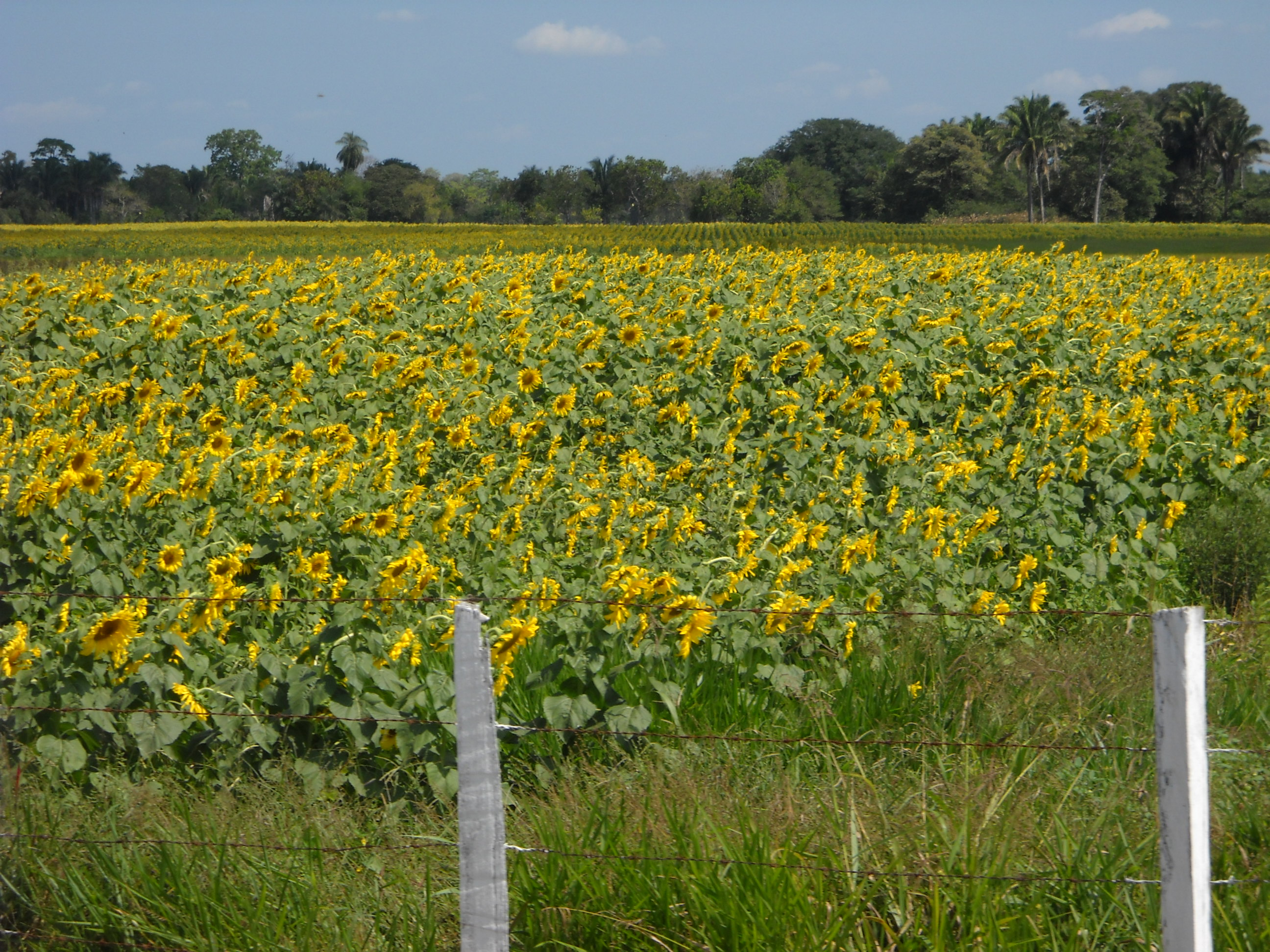
Sembra de gira-sol a Barinas
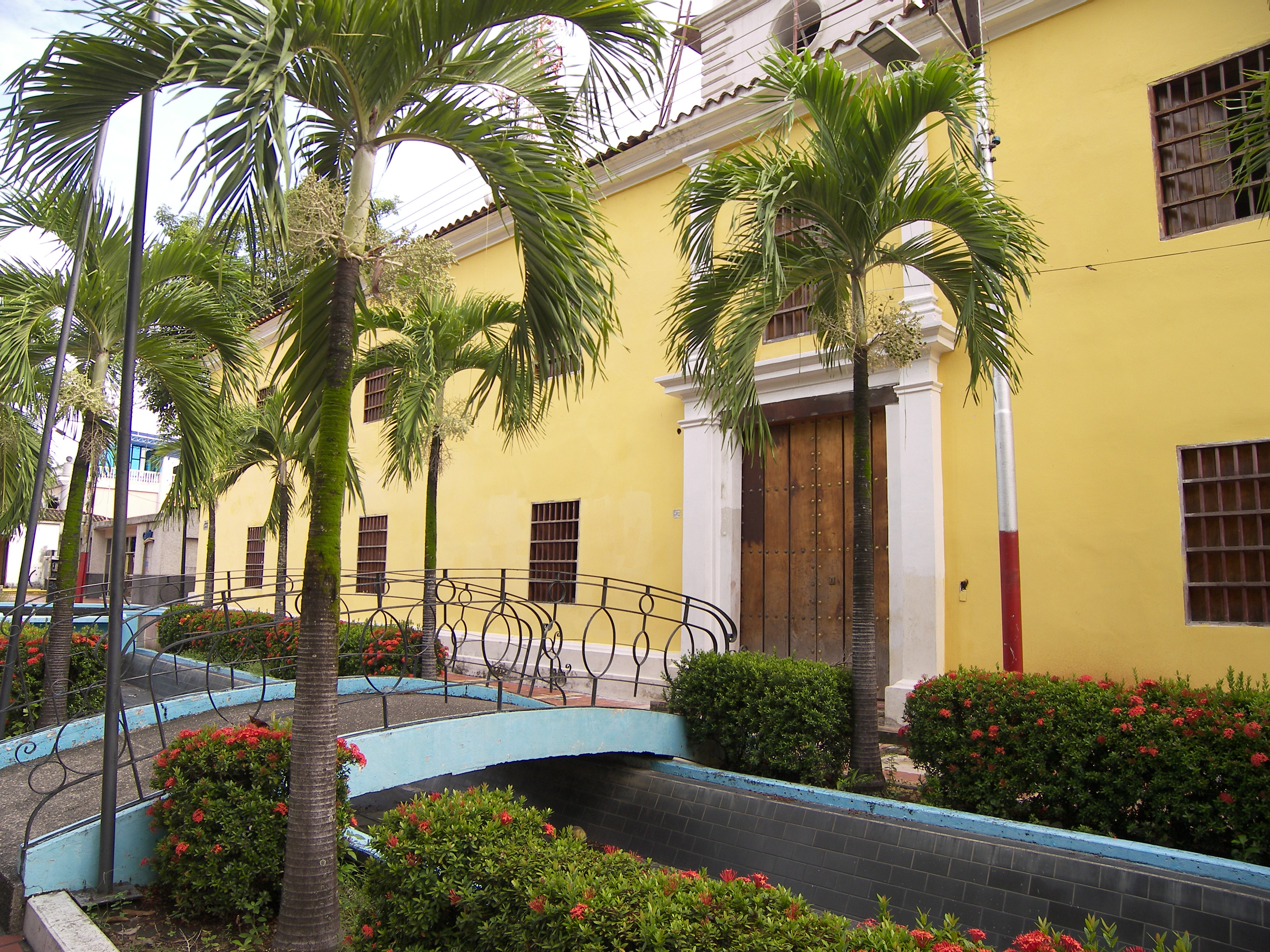
Casa de la Cultura Napoleon Sebastian Arteaga
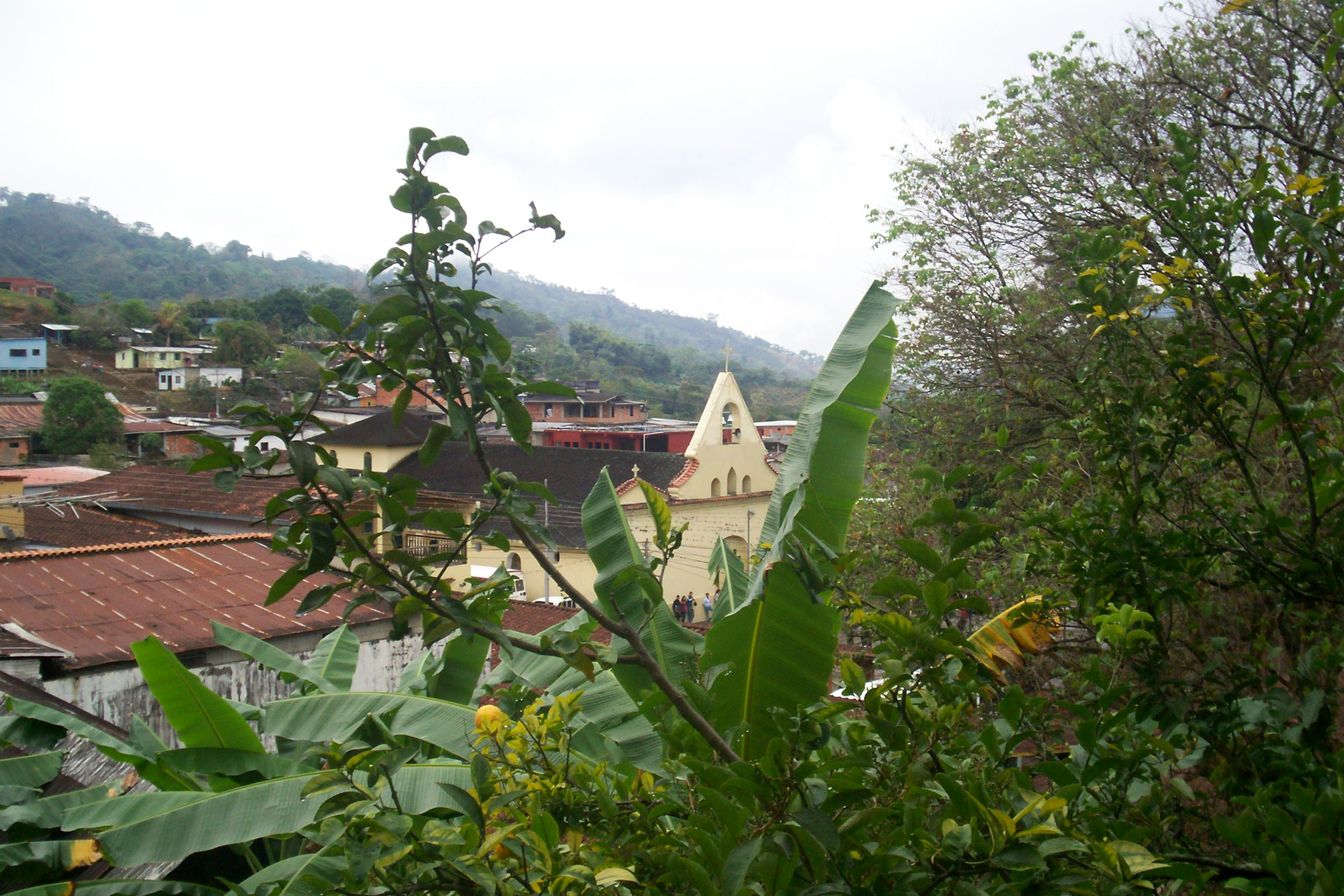
Esglesia Calderas
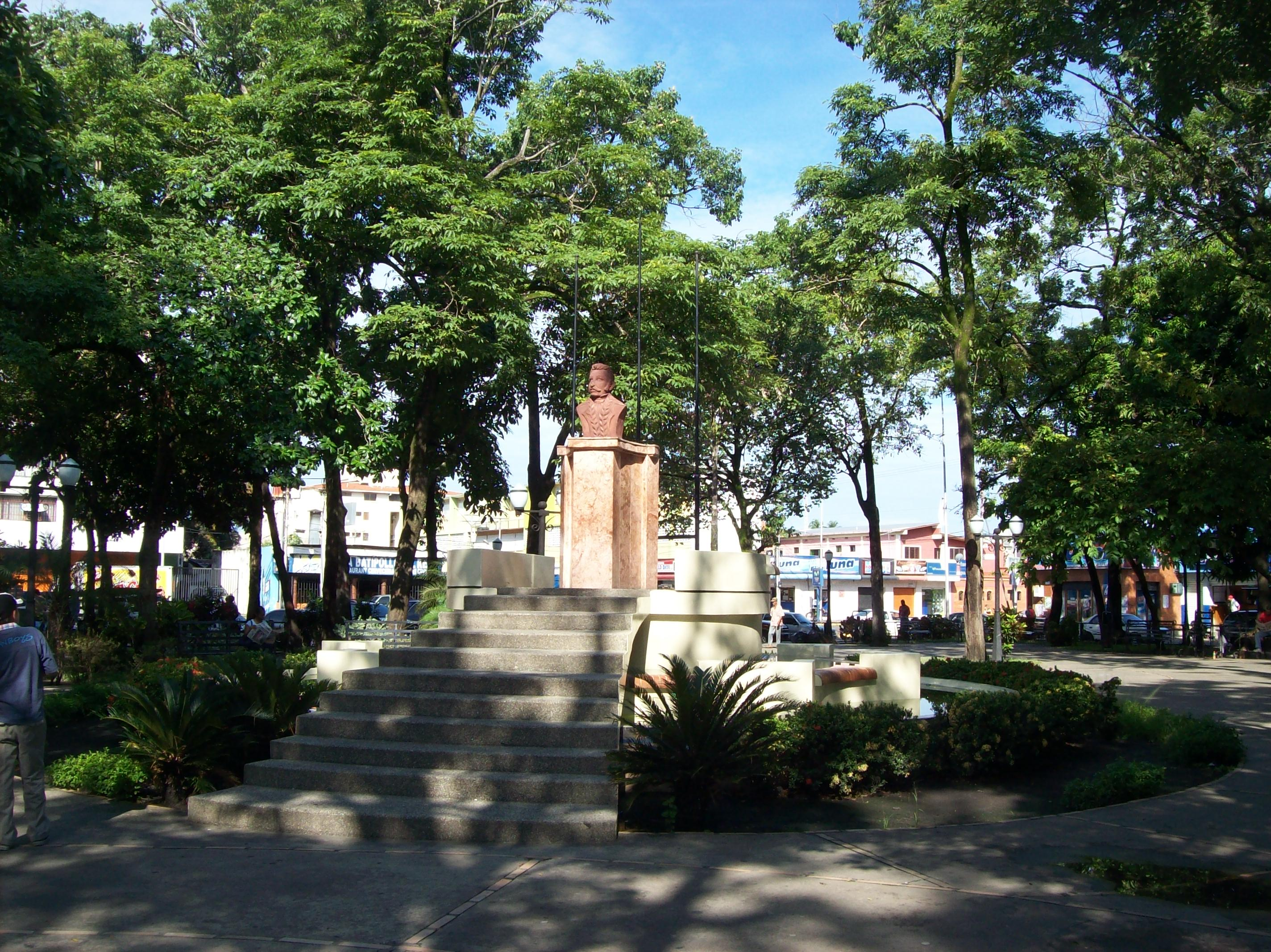
Plaça El Estudiante
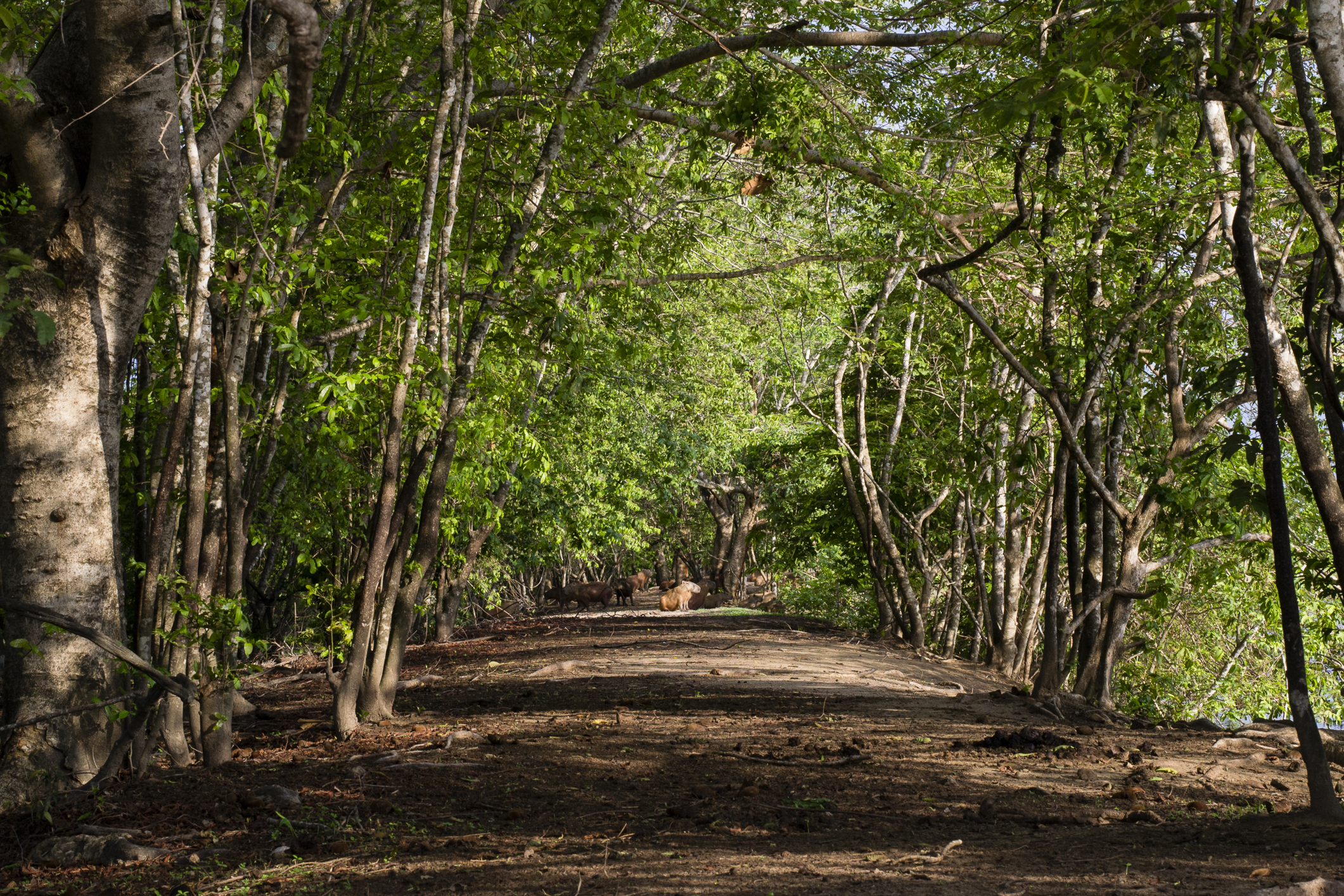
Sendero de Chigüires
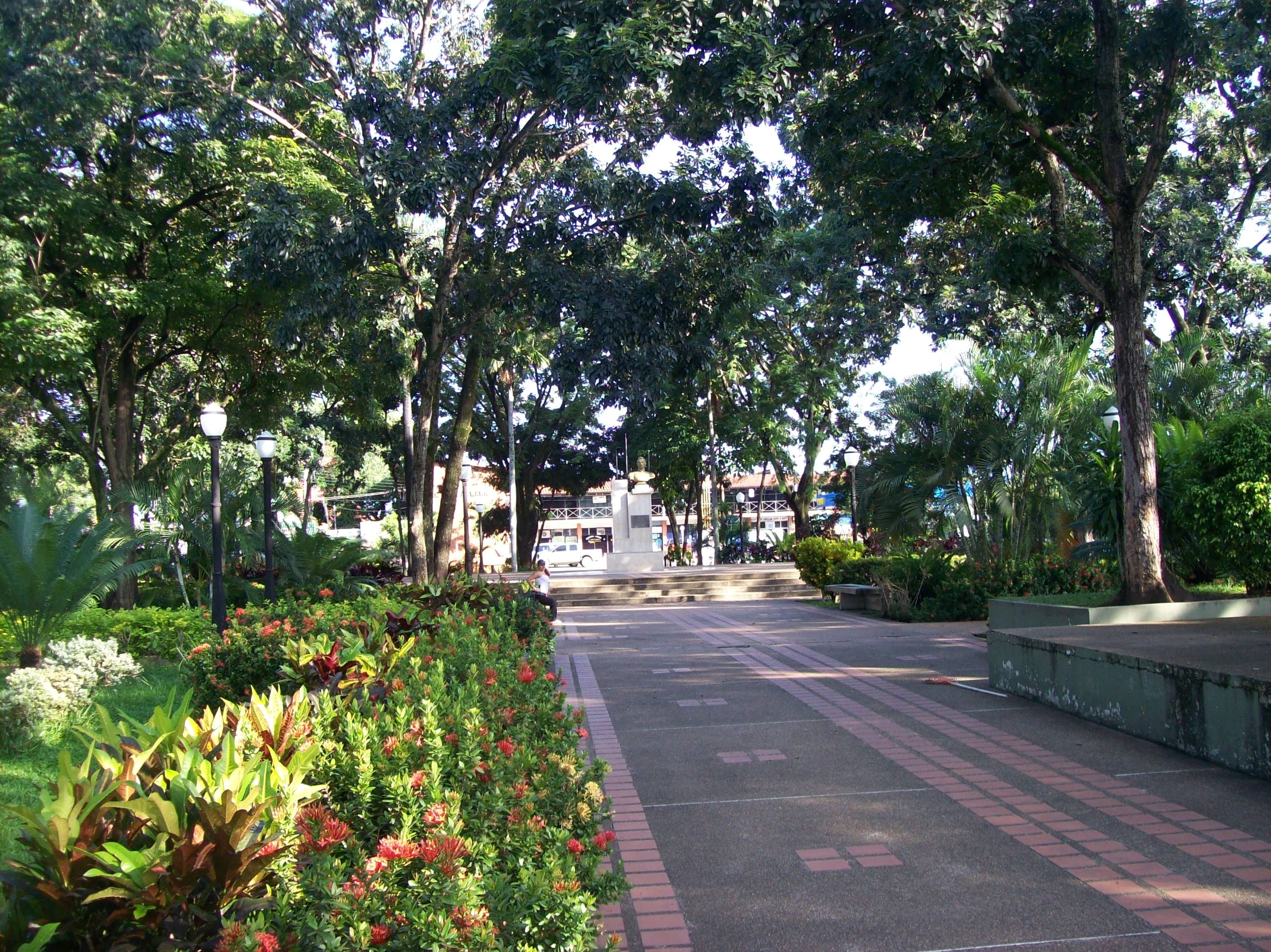
Plaça Ezequiel Zamora